# A Pub with No Beer
A Pub with No Beer (dosłownie "Pub bez piwa"), piosenka autorstwa Gordona Parsona oparta na wierszu Dana Sheahana, jeden z największych przebojów australijskiego piosenkarza country Slima Dusty'ego. Singel z tym utworem był pierwszą australijską piosenką, która weszła na pierwsze miejsce australijskiej listy przebojów, pierwszym australijskim międzynarodowym przebojem (trzecie miejsce na liście przebojów w Anglii w styczniu 1959), pierwszą australijską złotą płytą oraz pierwszą (i zapewne ostatnią) Złotą Płytą w formacie płyty gramofonowej na 78 obrotów.
Wiersz, na którym opiera się piosenka, zainspirowany był autentycznym wydarzeniem z 1943, kiedy w pubie Day Dawn Hotel w queenslandzkiej miejscowości Ingham zabrakło piwa.
Utwór był nagrywany także przez wielu innych wykonawców, śpiewali go między innymi Anne Kirkpatrick i Slim Dusty, Bobbejaan Schoepen, Johnny Cash, Bluey Francis, Errol Gray, Foster & Allen, Gordon Parsons, The Irish Rovers, Johnny Greenwood, John Williamson, Nokturnl, Richard Clayderman, Rodney Vincent, The Singing Kettles, Stewart Peters, The Ten Tenors, Johnny Ashcroft, The Pogues, Danny O'Flaherty, Patsy Watchorn, The Clancy Brothers, Merv Allen & The Jimmy Johnston Showband and Wilson Cole, Rolf Harris, Hamish Imlach, The Dubliners (1967), Adge Cutler & The Wurzels, Midnight Oil, Dead Man Ray.
W 1959 Slim Dusty skomponował i nagrał "ciąg dalszy" tej piosenki zatytułowany "The Answer to a Pub with No Beer", w piosence wyjaśnia, że piwa zabrakło z powodu awarii samochodu dostawczego i opisywał, co mieszkańcy miasteczka bez piwa robili, aby zaradzić temu problemowi.